# Hrabia Robert z Paryża
Hrabia Robert z Paryża – powieść historyczna Waltera Scotta z 1832 roku.
Akcja powieści rozgrywa się w Konstantynopolu w 1097 podczas trwania I wyprawy krzyżowej. Jej głównym bohaterem jest Robert z Paryża. W 2000 roku została zekranizowana pod tytułem Rycarskij roman (ros. Рыцарский роман) 